# Anarchias galapagensis
Anarchias galapagensis és una espècie de peix de la família dels murènids i de l'ordre dels anguil·liformes.

## Morfologia
Els mascles poden assolir els 14 cm de longitud total.

## Distribució geogràfica
Es troba des del Golf de Califòrnia fins a Colòmbia, incloent-hi les Illes Galápagos.